# Cleistogàmia

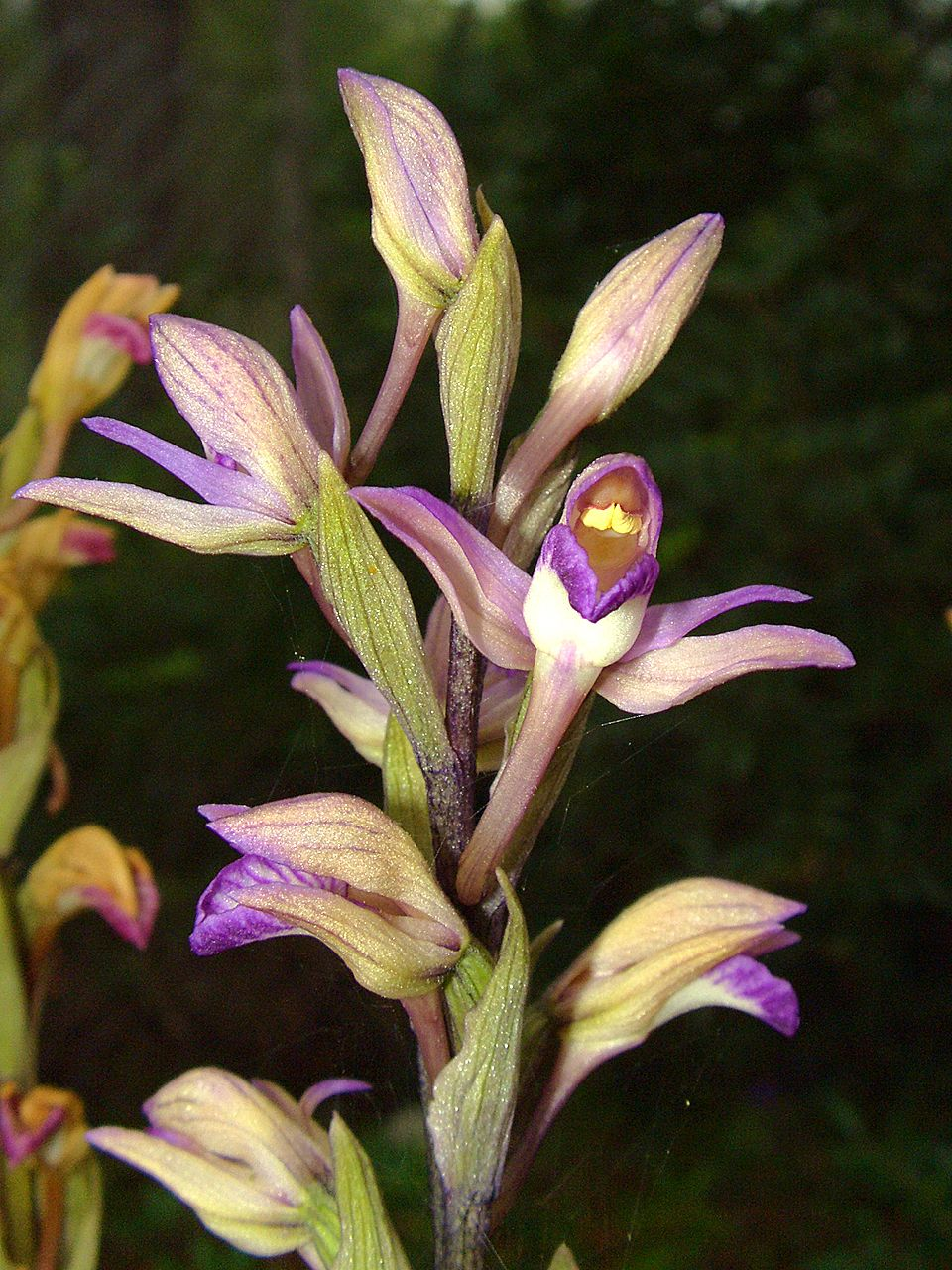
Limodorum abortivum és una orquídia cleistògama

Cleistogàmia o clistogàmia és el mecanisme de reproducció pel qual la flor s'autopol·linitza i s'autofecunda perquè ella roman tancada. Com que la flor no s'obre, la cleistogàmia és una forma d'autogàmia obligada.
Les espècies que presenten aquest mecanisme de reproducció s'anomenen cleistògames. La cleistogàmia pot ser facultativa o obligada. En el primer cas, la planta presenta flors cleistògames i flors casmògames, és a dir, que presenten pol·linització creuada i que, per tant són capaces de ser fertilitzades per altres plantes. Les espècies cleistògamens obligades, en canvi, només presenten flors cleistògames i, per tant, són estrictament autògames: tota la seva descendència prové de l'autofecundació de la planta mare.
A la família de les gramínies la cleistogàmia és força freqüent. Se sap que es presenta en 19 de les 60 tribus d'aquesta família.De fet, 70 gèneres de gramínies presenten espècies cleistògames.
Les flors de les espècies cleistògames, en general, són petites, passen inadvertides, presenten pedicels curts i sovint estan associades a una floració subterrània (Arachis, (cacuets)  Paspalum amphicarpum). A més sovint presenten anteres més petites o menor nombre d'anteres que les espècies casmògames relacionades. En el gènere Briza, per exemple, les espècies al·lògames i autoincompatibles presenten tres anteres mentre que les dues espècies que són cleistògames només presenten una antera i aquesta té només una desena part de la mida.